# Odival
Odival est une ancienne commune française du département de la Haute-Marne en région Grand Est. Elle est associée à la commune de Nogent depuis 1972.

## Géographie
Traversé par la route D107, le village d'Odival est en bordure de la Traire.

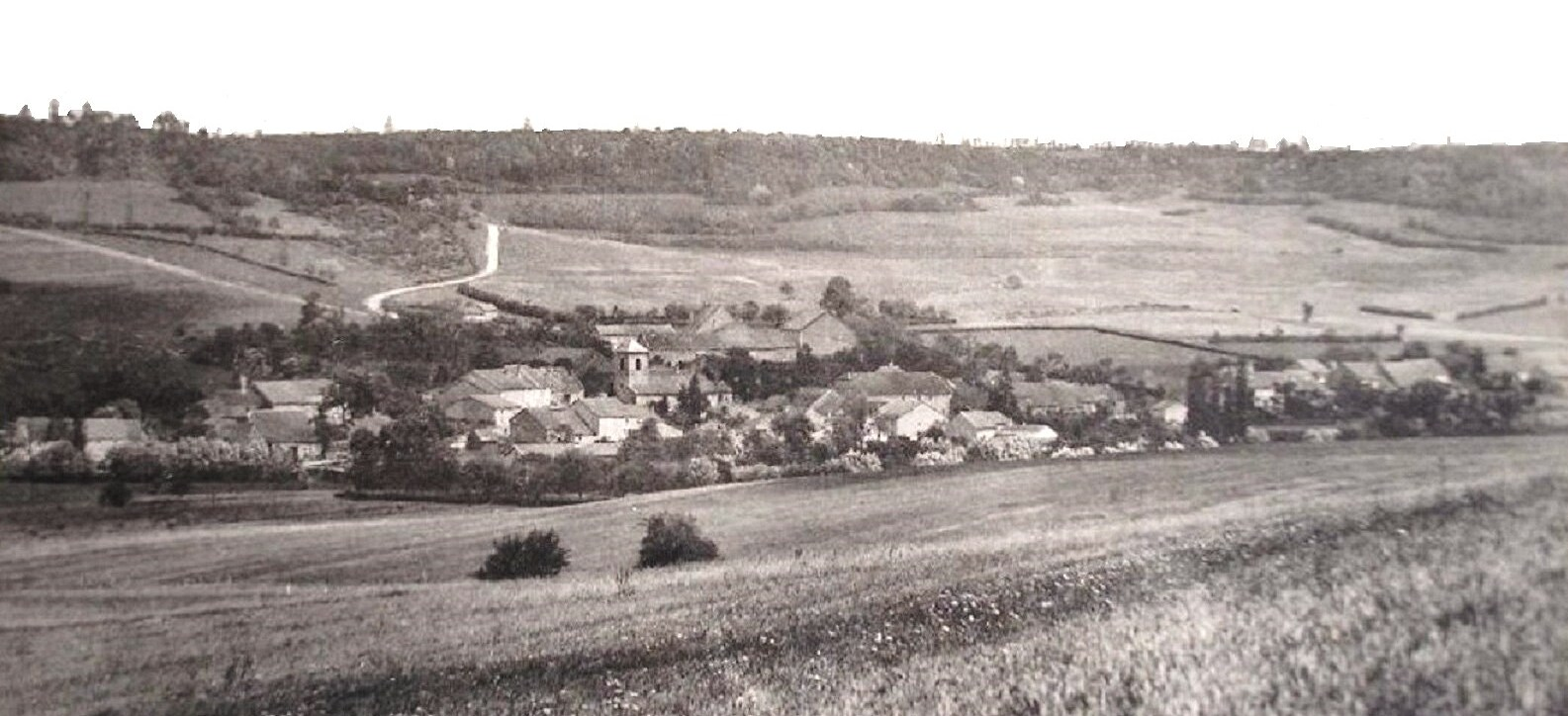
Vue générale ancienne

## Histoire
En 1789, ce village fait partie de la province de Champagne dans le bailliage de Chaumont, la prévôté de Nogent et la châtellenie de Nogent.
Le 1er juin 1972, la commune d'Odival est rattachée sous le régime de la fusion-association à celle de Nogent-en-Bassigny qui devient Nogent.

## Politique et administration
| Période | Période  | Identité            | Étiquette | Qualité               |
| ------- | -------- | ------------------- | --------- | --------------------- |
| 1972    | 1977     | Henri Quentin       |           | Agriculteur           |
| 1977    | 1983     | Bernard Begrand     |           | Agriculteur           |
| 1983    | 2020     | Maurice Moutenet    |           | Agriculteur           |
| 2020    | en cours | Benjamin Perucchini | DVD       | fonctionnaire/éleveur |

## Démographie
| 1793 | 1800 | 1806 | 1821 | 1831 | 1836 | 1841 | 1846 | 1851 |
| ---- | ---- | ---- | ---- | ---- | ---- | ---- | ---- | ---- |
| 341  | 324  | 334  | 358  | 390  | 415  | 443  | 415  | 415  |

| 1856 | 1861 | 1866 | 1872 | 1876 | 1881 | 1886 | 1891 | 1896 |
| ---- | ---- | ---- | ---- | ---- | ---- | ---- | ---- | ---- |
| 362  | 365  | 360  | 334  | 328  | 311  | 309  | 287  | 302  |

| 1901 | 1906 | 1911 | 1921 | 1926 | 1931 | 1936 | 1946 | 1954 |
| ---- | ---- | ---- | ---- | ---- | ---- | ---- | ---- | ---- |
| 274  | 271  | 266  | 263  | 239  | 245  | 255  | 227  | 237  |

| 1962 | 1968 | - | - | - | - | - | - | - |
| ---- | ---- | - | - | - | - | - | - | - |
| 205  | 200  | - | - | - | - | - | - | - |

## Lieux et monuments
- Église Saint-Marcel, reconstruite entre 1829 et 1831
- Chapelle des Neiges de la ferme Saint-Sulpice, construite au XIIIe siècle

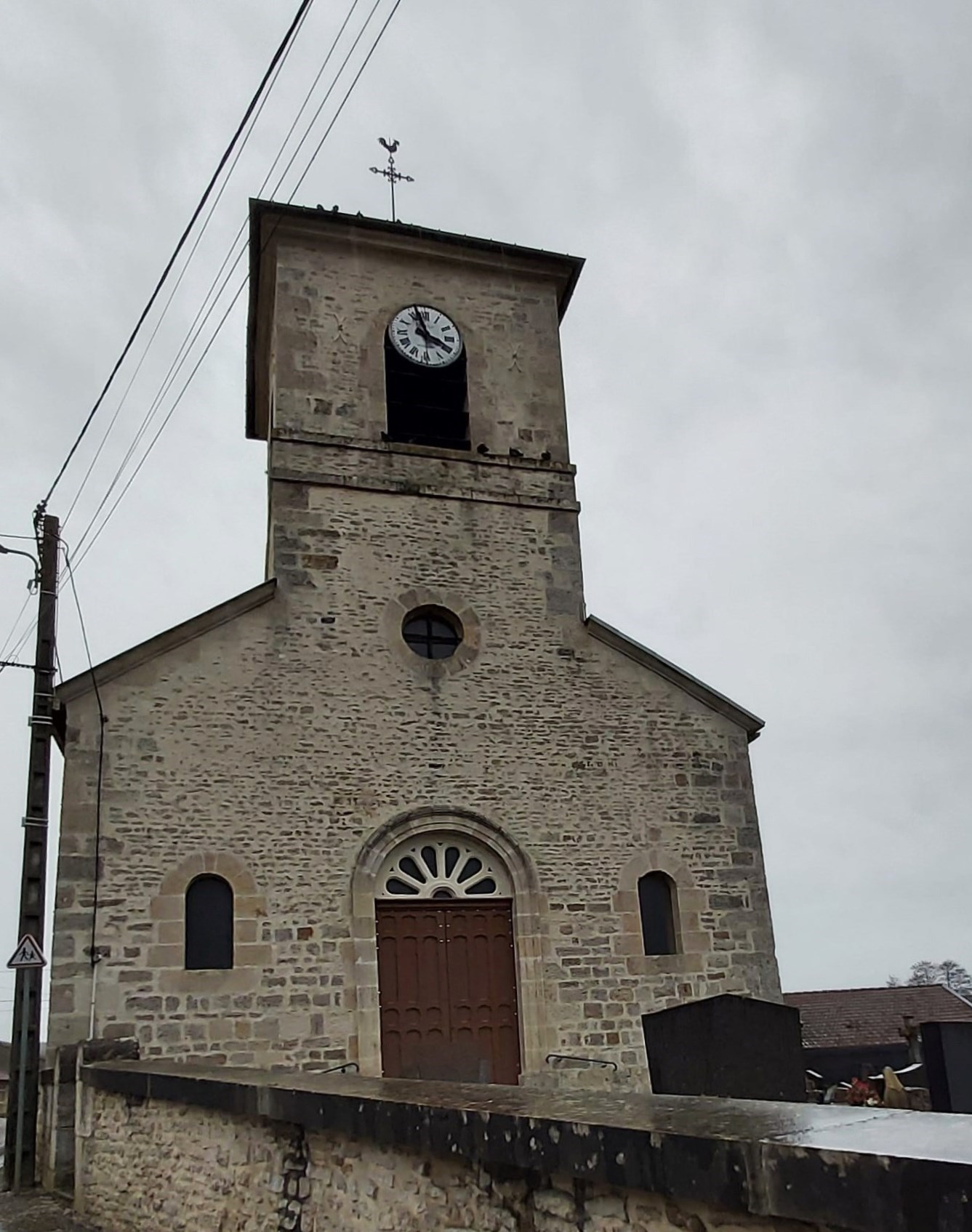
L'église Saint-Marcel
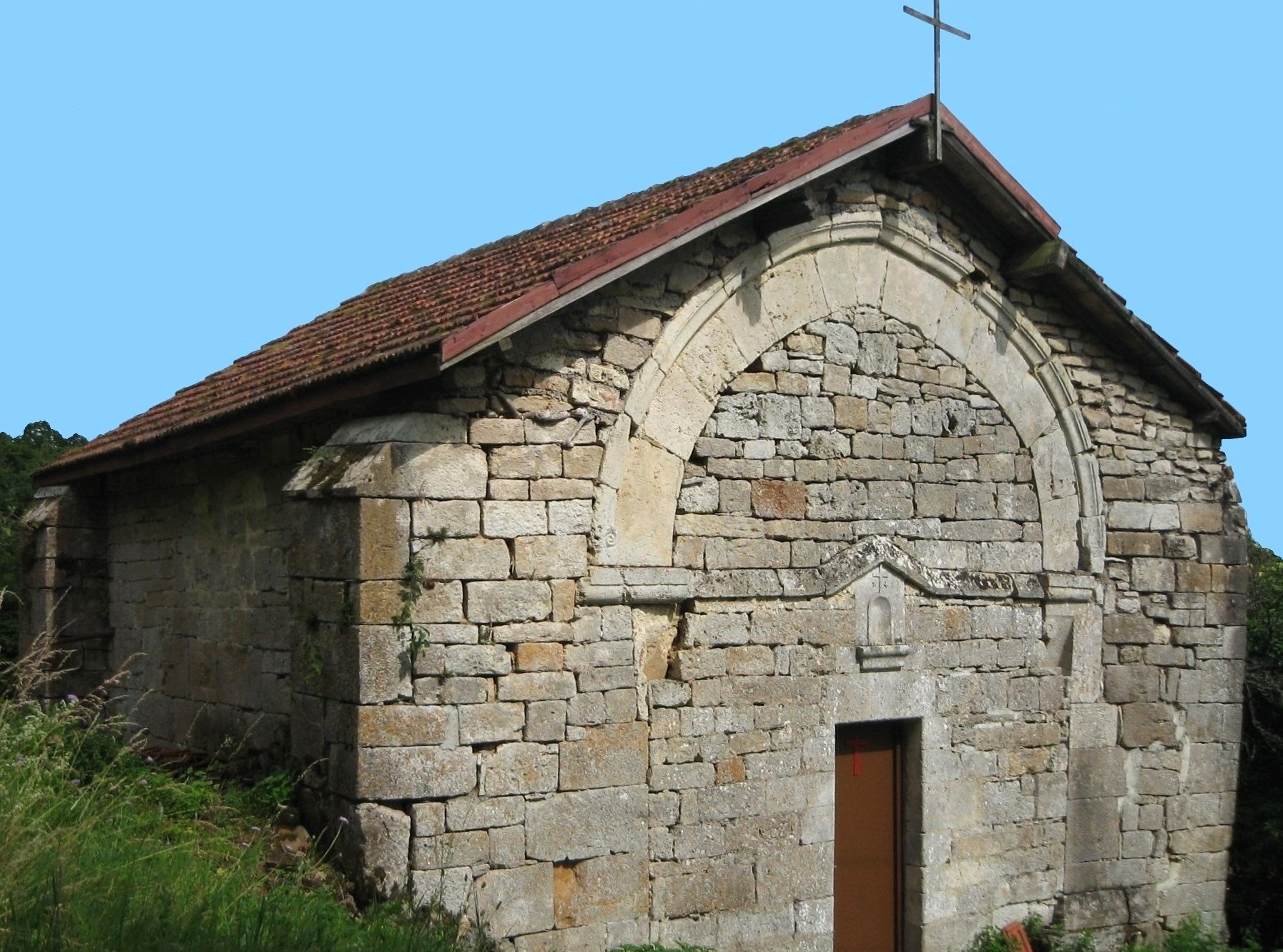
La chapelle des Neiges